# Europa continentală

Europa Continentală

Europa continentală este partea continentului European, fără insulele înconjurătoare, în principal Insulele Britanice, Islanda și Insula Man, dar și insulele din mările Baltică și Mediterană.